# 奥蒂塞伊
奥蒂塞伊（義大利語：Ortisei，[ortiˈzɛi]，[zaŋkt ˈʊlrɪç ɪn ˈɡrøːdn̩]，[uʀtiˈʒɜi̯] ⓘ）是意大利博尔扎诺-上阿迪杰自治省的一个市镇。总面积24平方公里，人口4606人，人口密度191.9人/平方公里（2009年）。根据2011年的人口普查，84.19%的人口以拉定语为母语，9.30%以德语为母语，6.51%以意大利语为母语。ISTAT代码为021061。

## 景点
- 奥蒂塞伊堂区教堂（Pfarrkirche St. Ulrich in Gröden）
- 加尔代纳博物馆